# 蕨根粉
蕨根粉是中国西南地区当地的特色食品，这种粉丝状的食物使用源自蕨菜根部的淀粉制成，外观上呈现黑色。在1960年代的大饥荒时期，当地人将蕨菜的根部提取淀粉做成糍粑，后来随着物资的逐渐丰富，将蕨根淀粉做出的粉条成为当地的特色小吃。尽管蕨菜和用蕨根淀粉制成的蕨根粉含有致癌物质原蕨苷，但是蕨根粉所含的原蕨苷不及新鲜蕨菜的十分之一，只要不常吃就没有致癌的风险。